# Masius
Genre
Masius est un genre monotypique de passereaux de la famille des Pipridae.

## Liste des espèces
Selon la classification de référence du Congrès ornithologique international (version 6.4, 2016) :
- Masius chrysopterus (Lafresnaye, 1843)
  - Masius chrysopterus bellus Hartert & Hellmayr, 1903
  - Masius chrysopterus chrysopterus (Lafresnaye, 1843)
  - Masius chrysopterus coronulatus Sclater, PL, 1860
  - Masius chrysopterus pax Meyer de Schauensee, 1952
  - Masius chrysopterus peruvianus Carriker, 1934